# David Sholtz
David Sholtz (New York, 6 ottobre 1891 – Key West, 21 marzo 1953) è stato un politico statunitense. Fu il 26º governatore della Florida dal 1933 al 1937.